# Familien im Brennpunkt
Familien im Brennpunkt war eine Pseudo-Doku-Soap des privaten Fernsehsenders RTL Television. Personen und Konfliktfälle waren frei erfunden (Scripted Reality); die Protagonisten wurden von Laiendarstellern gespielt.

## Inhalt
In der Sendung begleitete ein Kamerateam Familien mit Konflikten, die Familiengerichte beschäftigen, wie zum Beispiel Sorgerechtsstreitigkeiten oder Scheidungen. Alle Folgen wurden in Hürth, Frechen, Brühl und Köln gedreht, die dann teilweise als andere Städte ausgegeben wurden.

## Hintergrund
Die polnische Version des Formats heißt „Trudne sprawy“, zu deutsch „Schwierige Angelegenheiten“, und wird auf dem Sender Polsat ausgestrahlt. Seit dem 25. Oktober 2010 strahlt der zur RTL-Gruppe gehörende Privatfernsehsender Alpha TV eine griechische Adaption des Formats aus. Die Sendung trägt den Namen Ikogeniakes Istories (Family Storys).

## Ausstrahlung
Die ersten 75 Folgen wurden vom 31. August 2009 bis zum 11. Dezember 2009 bei RTL ausgestrahlt. Vom 14. Dezember 2009 bis 8. Januar 2010 wurde die Serie wieder mit den ersten Folgen wiederholt. Ab dem 11. Januar 2010 liefen die restlichen Folgen.
Nachdem Familien im Brennpunkt in den Folgejahren gute Quoten einfuhr, sanken diese mit der Zeit konstant ab. Ab 2013 strahlte RTL das Format im Rahmen seines Nachmittagsprogramms nur noch mit ausschließlich älteren Folgen als Wiederholung aus; am 25. August 2014 wurde die Serie aus dem täglichen Programm herausgenommen. Lediglich am Wochenende sowie in der Nacht werden ältere Folgen nochmals ausgestrahlt.
Vom 1. September 2014 bis zum 9. Januar 2017 wurde die Sendung montags im Nachtprogramm von RTL zu sehen.
Ansonsten war die Sendung nur noch am Wochenende mit circa 2–3 Folgen im Programm vertreten. Gesendet wurden Wiederholungen aus allen Produktionsjahren. Am 14. November 2021 wurde die Sendung das letzte Mal ausgestrahlt. Seitdem ist die Sendung nicht mehr im deutschen Fernsehen zu sehen.

### Quoten
Die höchste Einschaltquote erreichte die Sendung mit 1,60 Millionen Zuschauern (35 %) in der Zielgruppe der 14- bis 49-Jährigen am 18. Oktober 2010 (Stand: Oktober 2010).